# Титу Майореску
Титу Майореску (рум Titu Liviu Maiorescu, *15 лютого 1840, Крайова — †18 червня 1917, Бухарест) — румунський академік, адвокат, літературний критик, філософ, педагог, політик і письменник, прем'єр-міністр Румунії 1912-1914, міністр закордонних справ, один із засновників Румунської Академії. Видатна людина кінця XIX — XX початку століття. Проводив консервативну політику, був прихильником монархії. Проголосив гасло «мистецтво для мистецтва» і прагнув підпорядкувати літературу і суспільне мислення інтересам буржуазії.

## Біографія
Титу Майореску народився 15 лютого 1840 місті Крайова. Його мати, Марія Попазу, була сестрою вченого-єпископа міста Карансебеш, Йоана Попазу. Батько, Йоан Майореску, син трансильванського селянина, теолог за освітою, був учителем і інспектором шкіл в різних містах Румунії. У 1846-1848 Тита вчиться в початковій школі Крайова, потім в Брашов. У 1850 сім'я переїжджає до Відня, де Тита вчиться в гімназії, а потім у вищому навчальному закладі Терезіанум, яке закінчив у 1858.
Здобув докторський ступінь в Гессенського університету, продовжував навчання в Сорбонні. Після повернення до Румунії в 1862 став професором Ясського університету, а в 1863-1867 був його ректором. У 1867 заснував журнал «Конворбірі Літераре» з 1877 — редактор консервативної газети «Тімпул» з 1879 — член Румунської академії. Був керівником літературного гуртка «Жунімя». Неодноразово обирався депутатом румунського парламенту, займав пост міністра культури і народної освіти. З 1884 по 1909 — професор Бухарестського університету, в 1892-1897 — ректор. У 1912-1914 — прем'єр-міністр Румунії.
Помер 18 червня 1917 в Бухаресті від серцевої хвороби.

## Наукова діяльність
```
Філософська концепція Майореску була еклектичним синтезом поглядів 
Канта
, 
Гербарта
, 
Фішера
, 
Шопенгауера
. В естетиці відстоював принципи «мистецтва для мистецтва», стверджував, що «сутність мистецтва полягає у вигадці».
```

Друкувався з 1859

## Пам'ять
Ім'я Майореску носить ліцей в Кишиневі

## Вибрані твори
- O cercetare critică asupra poeziei române (1867)
- În contra direcției de astăzi în cultura română (1868)
- Direcția nouă în poezia și proza română (1872)
- Comediile domnului Caragiale (1885)
- Eminescu și poeziile sale (1889)
- Povestirile lui Sadoveanu (1906)
- Poeziile lui Octavian Goga (1906)
- Retori, oratori, limbuți
- Beția de cuvinte

## Посмертні публікації
- Jurnal, se întinde pe zece volume, e cel mai lung jurnal intim din literatura română
- Scrieri de logică, restituite de Alexandru Surdu, Editura științifică și enciclopedică, 1988
- Istoria politică a României sub domnia lui Carol I ediție de Stelian Neagoe, București, Editura Humanitas, 1994
- Discursuri parlamentare cu priviri asupra dezvoltării politice a României sub domnia lui Carol I, vol.I-V, studiu introductiv, îngrijire de ediție, note și comentarii de Constantin Schifirneț, Editura Albatros, 2001-2003